# Esquerda Unida de Navarra
A Esquerda Unida de Navarra (em castelhano: Izquierda Unida de Navarra; em basco: Nafarroako Ezker Batua) (IUN-NEB) é uma organização política da Comunidade Foral de Navarra, Espanha. Define-se a si própria como um movimento político e social organizado da esquerda navarra e está federada com o partido político espanhol de âmbito nacional Esquerda Unida.
Situada à esquerda no espectro político,  IUN-NEB tem como objetivo a dinamização de um pensamento crítico destinado a conseguir uma mudança social fundamental na liberdade, igualdade e solidariedade. Em união com outros movimentos, em especial ambientalistas, concorre a diferentes eleições com um programa progressista e ambientalista. Em 2011 estabeleceu com o partido Batzarre uma coligação eleitoral, denominada Izquierda-Ezkerra ("esquerda" em espanhol e basco).

## História
A IUN-NEB foi constituída em 27 de abril de 1986, tendo-se apresentado às eleições de 22 de junho desse ano. Os partidos e agentes políticos e sociais que estiveram por trás da constituição da Esquerda Unida a nível nacional também promoveram a criação de partidos regionais com ideologia similar nas comunidades autónomas.
Os resultados nas eleições de 1986 foram modestos, apenas 1,55% dos votos, o que apesar de tudo representou um aumento em relação aos resultados do PCE-EPK em 1982, que apenas tina alcançado 0,72%. Nestas primeiras eleições, a IUN-NEB tinha a concorrência direta da Mesa para a Unidade dos Comunistas, o partido de Santiago Carrillo, que obteve 0,57% dos votos.
Nas eleições regionais (ditas forais) de 1987, a votação caiu para 1,39% e foram eleitos sete vereadores em cinco municípios. Em 1989 obteve 3,19% nas eleições para o Parlamento Europeu.

## Resultados eleitorais
| Ano  | Votos  | %    | Deputados |
| ---- | ------ | ---- | --------- |
| 1987 | 3 802  | 1,36 | 0         |
| 1991 | 11 167 | 4,07 | 2         |
| 1995 | 27 773 | 9,43 | 5         |
| 1999 | 20 879 | 6,88 | 3         |
| 2006 | 26 962 | 8,77 | 4         |
| 2007 | 14 337 | 4,30 | 2         |

| Ano  | Votos  | %    | Vereadores |
| ---- | ------ | ---- | ---------- |
| 1987 | 3 379  | 1,19 | 7          |
| 1991 | 7 983  | 2,91 | 21         |
| 1995 | 21 564 | 7,41 | 49         |
| 1999 | 17 828 | 5,99 | 40         |
| 2003 | 22 160 | 7,35 | 43         |
| 2007 | 12 123 | 3,62 | 21         |

| Ano  | Votos  | %     | Deputados |
| ---- | ------ | ----- | --------- |
| 1986 | 4 244  | 1,55  | 0         |
| 1989 | 15 979 | 5,75  | 0         |
| 1993 | 27 043 | 8,71  | 0         |
| 1996 | 40 354 | 12,45 | 1         |
| 2000 | 23 038 | 7,61  | 0         |
| 2004 | 19 899 | 5,86  | 0         |
| 2008 | 11 098 | 3,27  | 0         |

| Ano  | Votos  | %     |
| ---- | ------ | ----- |
| 1987 | 9 453  | 3,41  |
| 1989 | 7 184  | 3,19  |
| 1994 | 29 393 | 13,00 |
| 1999 | 16 132 | 5,57  |
| 2004 | 8 539  | 4,31  |
| 2009 | 6 775  | 3,39  |